# Mickey Mouse Club
Mickey Mouse Club (Klub Myszki Miki) – popularny program muzyczny dla dzieci. Emitowany był w latach 1955–1959, później w nowej formule był wyświetlany w latach 1989–1994.
W programie tym brali udział m.in. Britney Spears, Christina Aguilera czy Justin Timberlake.